# Синджер (комуна)
Синджер (рум. Sânger) — комуна у повіті Муреш в Румунії. До складу комуни входять такі села (дані про населення за 2002 рік):
- Бирза (76 осіб)
- Велішоара (2 особи)
- Далу (6 осіб)
- Зеподя (166 осіб)
- Пріпоаре (64 особи)
- Синджер (1399 осіб) — адміністративний центр комуни
- Чипеєнь (817 осіб)

Комуна розташована на відстані 280 км на північний захід від Бухареста, 32 км на захід від Тиргу-Муреша, 47 км на південний схід від Клуж-Напоки.

## Населення
За даними перепису населення 2002 року у комуні проживали 2530 осіб.
Національний склад населення комуни:
| Національність | Кількість осіб | Відсоток |
| -------------- | -------------- | -------- |
| румуни         | 2188           | 86,5%    |
| угорці         | 177            | 7,0%     |
| цигани         | 164            | 6,5%     |
| італійці       | 1              | < 0,1%   |

Рідною мовою назвали:
| Мова       | Кількість осіб | Відсоток |
| ---------- | -------------- | -------- |
| румунська  | 2359           | 93,2%    |
| угорська   | 166            | 6,6%     |
| циганська  | 4              | 0,2%     |
| італійська | 1              | < 0,1%   |

Склад населення комуни за віросповіданням:
| Релігія            | Кількість осіб | Відсоток |
| ------------------ | -------------- | -------- |
| православні        | 2157           | 85,3%    |
| римо-католики      | 135            | 5,3%     |
| п'ятдесятники      | 63             | 2,5%     |
| адвентисти         | 47             | 1,9%     |
| реформати          | 44             | 1,7%     |
| греко-католики     | 42             | 1,7%     |
| баптисти           | 16             | 0,6%     |
| не релігійні       | 7              | 0,3%     |
| бретрени           | 3              | 0,1%     |
| не вказали релігію | 1              | < 0,1%   |